# كابلان
كابلان (لويزيانا) (بالإنجليزية: Kaplan, Louisiana)‏ هي مدينة تقع في الولايات المتحدة في لويزيانا. يقدر عدد سكانها بـ 5,177 نسمة .

## التركيبة السكانية
حدّد مكتب تعداد الولايات المتحدة بيانات التركيبة السكانية لكابلان في تعداد الولايات المتحدة. في ما يلي، التركيبة السكانية حسب تعدادي 2000 و2010.

### تعداد عام 2000
بلغ عدد سكان كابلان 5,177 نسمة بحسب تعداد عام 2000، وبلغ عدد الأسر 2,069 أسرة وعدد العائلات 1,342 عائلة مقيمة في المدينة. في حين سجلت الكثافة السكانية 858.5 نسمة لكل كيلومتر مربع (2,223.5/ميل2). وبلغ عدد الوحدات السكنية 2,265 وحدة بمتوسط كثافة قدره 375.6 لكل كيلومتر مربع (972.8/ميل2).
وتوزع التركيب العرقي للمدينة بنسبة 85.13% من البيض و12.92% من الأمريكيين الأفارقة و0.17% من الأمريكيين الأصليين و0.50% من الأمريكيين ذوي الأصول الآسيوية و0.02% من سكان جزر المحيط الهادئ و0.21% من الأعراق الأخرى و1.04% من عرقين مختلطين أو أكثر و1.20% من الهسبانيون أو اللاتينيون من أي عرق.
بلغ عدد الأسر 2,069 أسرة كانت نسبة 34.8% منها لديها أطفال تحت سن الثامنة عشر تعيش معهم، وبلغت نسبة الأزواج القاطنين مع بعضهم البعض 46.3% من أصل المجموع الكلي للأسر، ونسبة 14.2% من الأسر كان لديها معيلات من الإناث دون وجود شريك، بينما كانت نسبة 4.3% من الأسر لديها معيلون من الذكور دون وجود شريكة وكانت نسبة 35.1% من غير العائلات. تألفت نسبة 30.9% من أصل جميع الأسر من عدة أفراد يعيشون في نفس المنزل ونسبة 17% كانت تتألف من شخص يعيش بمفرده يبلغ من العمر 65 عاماً أو أكثر. وبلغ متوسط حجم الأسرة المعيشية 2.45، أما متوسط حجم العائلات فبلغ 3.06.
بلغ العمر الوسطي للسكان 37.4 عاماً. وكانت نسبة 25.8% من القاطنين تحت سن الثامنة عشر، وكانت نسبة 9.4% بين الثامنة عشر والرابعة والعشرين عاماً، ونسبة 25.4% كانت واقعةً في الفئة العمرية ما بين الخامسة والعشرين والرابعة والأربعين عاماً، ونسبة 19.4% كانت ما بين الخامسة والأربعين والرابعة والستين، ونسبة 17.7% كانت ضمن فئة الخامسة والستين عاماً فما فوق. يوجد لكل 100 أنثى 88.0 ذكر، ويوجد لكل 100 أنثى في الثامنة عشر من عمرها فما فوق 81.6 ذكر.
بلغ متوسط دخل الأسرة في المدينة 22,535 دولارًا، أما متوسط دخل العائلة فبلغ 30,236 دولارًا. وكان متوسط دخل الذكور 29,387 دولارًا مقابل 19,198 دولارًا للإناث. وسجل دخل الفرد الخاص بالمدينة 12,340 دولارًا. وكانت نسبة 25% من العائلات ونسبة 33.5% من السكان تحت خط الفقر، وكان من هؤلاء نسبة 48.3% تحت سن الثامنة عشر ونسبة 32.3% في الخامسة والستين من العمر وما فوق.

### تعداد عام 2010
بلغ عدد سكان كابلان 4,600 نسمة بحسب تعداد عام 2010، وبلغ عدد الأسر 1,886 أسرة وعدد العائلات 1,181 عائلة مقيمة في المدينة. في حين سجلت الكثافة السكانية 762.9 نسمة لكل كيلومتر مربع (1,975.9/ميل2). وبلغ عدد الوحدات السكنية 2,144 وحدة بمتوسط كثافة قدره 355.6 لكل كيلومتر مربع (921.0/ميل2).
وتوزع التركيب العرقي للمدينة بنسبة 82.46% من البيض و13.89% من الأمريكيين الأفارقة و0.30% من الأمريكيين الأصليين و0.91% من الأمريكيين ذوي الأصول الآسيوية و0.76% من الأعراق الأخرى و1.67% من عرقين مختلطين أو أكثر و1.87% من الهسبانيون أو اللاتينيون من أي عرق.
بلغ عدد الأسر 1,886 أسرة كانت نسبة 31.5% منها لديها أطفال تحت سن الثامنة عشر تعيش معهم، وبلغت نسبة الأزواج القاطنين مع بعضهم البعض 40.1% من أصل المجموع الكلي للأسر، ونسبة 17.1% من الأسر كان لديها معيلات من الإناث دون وجود شريك، بينما كانت نسبة 5.5% من الأسر لديها معيلون من الذكور دون وجود شريكة وكانت نسبة 37.4% من غير العائلات. تألفت نسبة 30.6% من أصل جميع الأسر من عدة أفراد يعيشون في نفس المنزل ونسبة 13.3% كانت تتألف من شخص يعيش بمفرده يبلغ من العمر 65 عاماً أو أكثر. وبلغ متوسط حجم الأسرة المعيشية 2.38، أما متوسط حجم العائلات فبلغ 2.95.
بلغ العمر الوسطي للسكان 39.7 عاماً. وكانت نسبة 23.8% من القاطنين تحت سن الثامنة عشر، وكانت نسبة 8.9% بين الثامنة عشر والرابعة والعشرين عاماً، ونسبة 23.6% كانت واقعةً في الفئة العمرية ما بين الخامسة والعشرين والرابعة والأربعين عاماً، ونسبة 26.1% كانت ما بين الخامسة والأربعين والرابعة والستين، ونسبة 17.7% كانت ضمن فئة الخامسة والستين عاماً فما فوق. وتوزع التركيب الجنسي للسكان بنسبة 47% ذكور و53% إناث.

## الموقع الجغرافي
الموقع الجغرافي للمناطق المحيطة بهذه النقطة هو كالتالي:

## أعلام
- سامي كيرشاو
- جوناثان بيري